# سوآد آمیدو
سوآد آمیدو (فرانسوی: Souad Amidou‎؛ زادهٔ ۴ ژوئیهٔ ۱۹۵۹) بازیگر اهل فرانسه است.
از فیلم‌ها یا برنامه‌های تلویزیونی که وی در آنها نقش داشته‌است می‌توان به مونیخ، یک مرد و یک زن، نبرد سه پادشاه، و هم‌اکنون … خانم‌ها و آقایان و بهترین سالهای یک زندگی اشاره کرد.
وی همچنین برندهٔ جوایزی همچون لژیون دونور (شوالیه) شده‌است.

## زندگی‌نامه
او دختر بازیگری به نام حمیدو بود. فعالیت حرفه‌ای او با همکاری با پدرش در فیلم کوتاه چای نعناع در سال ۱۹۶۳ آغاز شد. سپس کلود للوش او را برای بازی در نقش دختر انوک امه در فیلم مردی و زنی (۱۹۶۶) انتخاب کرد.
او در جوانی، آموزش بازیگری را با آنیست فرای آغاز کرد. سپس در مؤسسه New Square Sylvia Monfort آموزش دید و پس از آن با ژان-لوئی مارتن-بارباز، جان استراسبرگ و آندریاس ووتسیناس دوره دید.
از اوایل دههٔ ۱۹۸۰، در سینما و تلویزیون فعالیت داشت. او با ایفای نقش در فیلم برادر بزرگ ساختهٔ فرانسیس ژیرو به شهرت رسید و برای آن نامزد دریافت جایزهٔ سزار امیدبخش‌ترین بازیگر زن شد. همچنین با کارگردانانی چون ژرار اوری، ژاک دره، آریل زیتون، ژرار لوزیه و استیون اسپیلبرگ همکاری داشت.
در ۲۳ دسامبر ۱۹۸۷ با کارگردان فابین انتنینته ازدواج کرد، اما این ازدواج در ۱۵ مارس ۱۹۹۱ به جدایی انجامید.
وی در سال ۲۰۰۸، نشان لژیون دونور را دریافت کرد.
آمیدو در سال ۲۰۰۹، نخستین فیلم کوتاه خود با نام کامی و جمیلا را کارگردانی کرد، اما استعداد خود را در مقام فیلمساز با فیلم دومش قرار با نینت به اثبات رساند؛ این فیلم در جشنواره‌های بسیاری به نمایش درآمد.